# Susan Hoecke

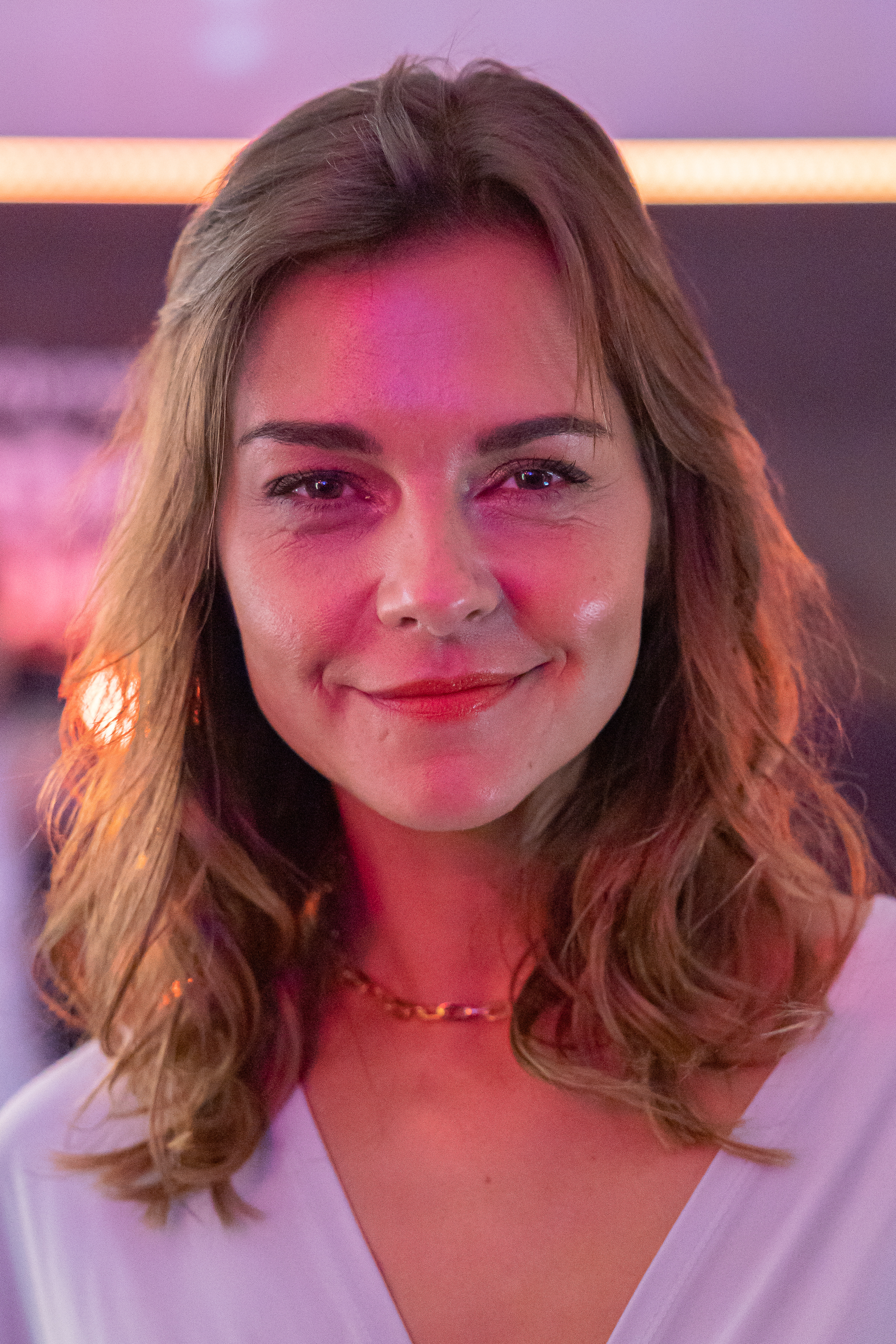
Susan Hoecke (2020)

Susan Hoecke (* 23. Juli 1981 in Ost-Berlin) ist eine deutsche Schauspielerin und Model.

## Leben und Karriere
Bereits im Alter von sieben Jahren stand Hoecke auf der Bühne. Die ersten Schauspielerfahrungen im Kindesalter waren ausschlaggebend für ihren Wunsch, später Schauspielerin zu werden.
2000 wurde sie zur Miss World Germany gewählt und nahm im gleichen Jahr auch an der Miss World teil. Im Folgejahr belegte sie den dritten Platz bei der Wahl zur Miss Germany.
Nach dem Abitur arbeitete sie erst als Darstellerin in Werbespots, dann in Filmen und Serien. Nach einem halbjährigen Aufenthalt in den USA kam sie wieder zurück nach Deutschland. In der Serie 18 – Allein unter Mädchen des Fernsehsenders ProSieben spielte sie die Schulsprecherin Billy, was ihr zum nationalen Durchbruch verhalf.
Vom 27. Februar 2007 bis zum 25. Mai 2009 war sie in der ARD-Telenovela Sturm der Liebe als Viktoria Tarrasch zu sehen. Mitte September 2009 kehrte sie für drei Folgen zurück. Im Juni 2008 wurde sie für ihre Rolle in Sturm der Liebe mit dem italienischen Medienpreis Premio Napoli Cultural Classic ausgezeichnet.
Hoecke spricht neben Deutsch auch Englisch, Französisch und Spanisch.

## Filmografie (Auswahl)
- 2002: Hotte im Paradies (Regie: Dominik Graf)
- 2002: Nach Malmö, bitte (Kino, Regie: Matthias Eicher)
- 2002: Der Blast (Kino, Regie: Patrick Kilborn)
- 2002: Love On Sale (Kino, Regie Mira Thiel)
- 2004–2007: 18 – Allein unter Mädchen (20 Folgen)
- 2005: Total daneben
- 2005: Bewegte Männer (Folge Das Wunder von Köln)
- 2005: Crazy Partners
- 2005: Sex Up – Ich könnt’ schon wieder
- 2005: Verliebt in Berlin
- 2006: Fünf, Sechs Mal (Kino, Regie: Stefan Schaller)
- 2007: Schloss Einstein (5 Folgen)
- 2006: Der Ferienarzt – ...in der Toscana
- 2006: In aller Freundschaft (Folge Neuanfang)
- 2007: Thekla (Kino, Regie: Phillip B. der Erde)
- 2007–2009: Sturm der Liebe (523 Folgen)
- 2009: Der Lehrer (4 Folgen)
- 2010: The Sweet Shop (Kino, Regie: Ben Myers)
- 2011: Hotel Desire (Kino, Regie: Sergej Moya)
- 2011: Utta Danella – Wachgeküsst
- 2011: Alarm für Cobra 11 – Die Autobahnpolizei (Folge En Vogue)
- 2011: Die Rosenheim-Cops (11. Staffel, Folge Der Preis der Schönheit)
- 2011: Sonst geht’s danke
- 2012: Weißblaue Geschichten (Folge Durch Dick und Dünn)
- 2013: Reef Doctors – Die Inselklinik (Reef Doctors, Fernsehserie, 13 Folgen)
- 2013, 2020: Sekretärinnen – Überleben von 9 bis 5
- 2013: Doc meets Dorf (4 Folgen)
- 2013: Die Bergretter (Folge Tödliche Abgründe)
- 2014: Vaterfreuden (Kino, Regie: Matthias Schweighöfer)
- 2014: Rosamunde Pilcher – Anwälte küsst man nicht
- 2015: Alarm für Cobra 11 – Die Autobahnpolizei (6 Folgen)
- 2015: Soko Stuttgart – (Folge Todschick)
- 2015: Die Verwandlung
- 2016: Inga Lindström: Alle lieben Elin
- 2016: Morden im Norden (Folge Ein dunkles Geheimnis)
- 2017: Das Traumschiff – Kuba
- 2017: Triple Ex (7 Folgen)
- 2017–2018: In aller Freundschaft (Fernsehserie)
- 2017: Bettys Diagnose (Folge Kein Tag wie jeder andere)
- 2017: Rockstars zähmt man nicht
- 2017: Sechs Richtige und ich
- 2018: Cecelia Ahern: Ein Moment fürs Leben (Fernsehfilm)
- 2018: Lifelines (10 Folgen)
- 2019: Ein Sommer in Salamanca (Fernsehfilm)
- 2019: Inga Lindström: Ausgerechnet Söderholm
- 2019: Das vergessene Dorf
- 2020: SOKO Stuttgart: Abstiegskampf
- 2022–2023: Wendehammer (Fernsehserie, 12 Episoden)
- 2024: Rosamunde Pilcher – Verliebt in einen Butler

## Auszeichnungen
- Premio Napoli Cultural Classic Award (italienischer Medienpreis) für die Rolle der Viktoria Tarrasch in Tempesta d’amore/Sturm der Liebe.[1]
- Nominierung als „Best Supporting Actress“ für The Sweet Shop beim London Film Festival.
- Die Serie Der Lehrer wurde 2009 mit dem Deutschen Fernsehpreis ausgezeichnet und als „Beste Serie“ für den Deutschen Comedypreis nominiert.